# Buteogallus gundlachii
La poiana nera cubana (Buteogallus gundlachii (Cabanis, 1855)) è un uccello rapace della famiglia degli Accipitridi, endemico di Cuba.

## Descrizione
È un rapace di media taglia, lungo 43–52 cm.

## Biologia
Si nutre prevalentemente di granchi, ma anche di piccoli roditori, lucertole e carogne di pesci.

## Distribuzione e habitat
Questa specie è presente sull'isola di Cuba, molto comune all'interno della palude di Zapata, e in numerose isole minori quali l'isola della Gioventù, Cayo Romano, Cayo Paredon Grande e Cayo Coco.
Popola le aree costiere in prossimità delle mangrovie.

## Conservazione
La IUCN Red List classifica Buteogallus gundlachii come specie prossima alla minaccia di estinzione (Near Threatened).